# Armillarium

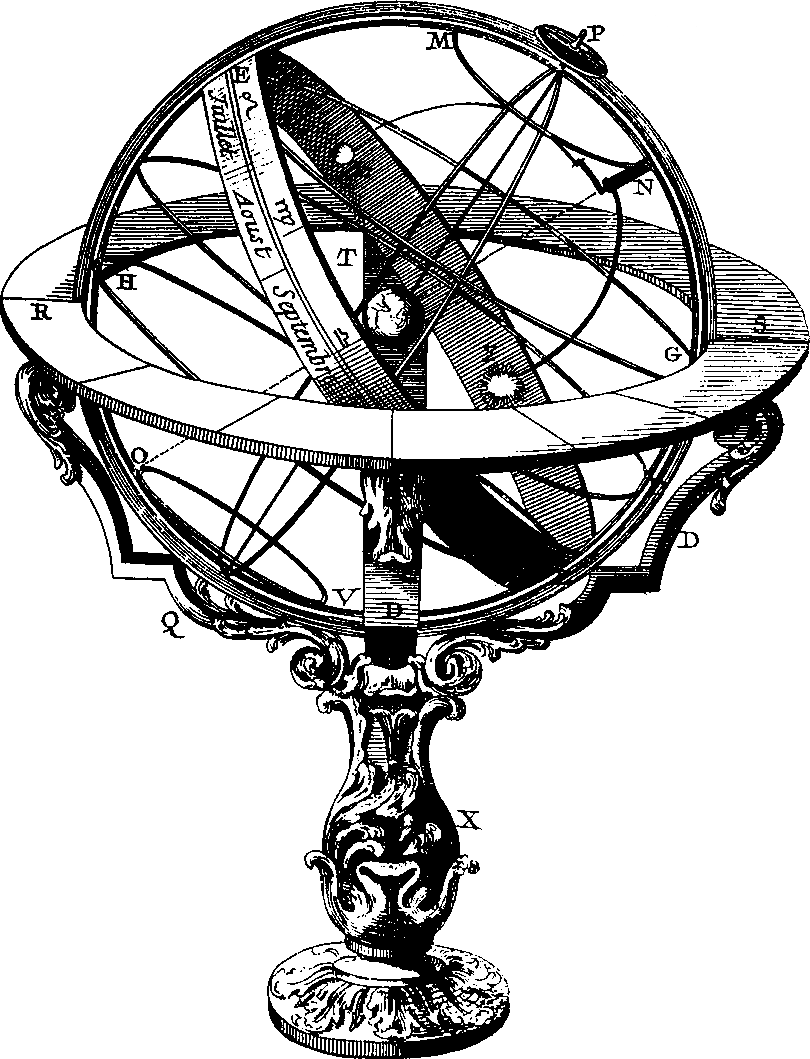
Armillarium

Een armillarium of armillairsfeer is een hemelbol voorzien van metalen ringen die de belangrijkste cirkels van de hemel voorstellen.  
Het armillarium is uitgevonden door Eratosthenes in 255 v.Chr. De naam van het instrument komt uit het Latijn, armilla, wat armband betekent. Meestal wordt de aarde, maar later de zon, in het midden van metalen cirkels geplaatst. De vlakken van de horizon, de meridiaan en de hemelequator worden door vaste cirkels voorgesteld. Het armillarium is ontworpen als instrument om positie of tijd te bepalen.
Wetenschappers uit de Renaissance lieten zich graag afbeelden met een armillarium, als symbool van wijsheid en kennis. In de christelijke iconografie is een armillarium het attribuut van de Astronomie, een van de Zeven vrije kunsten en een symbool voor het heelal. Het instrument staat afgebeeld op de vlag van Portugal.